# Мітерєв Антон Дмитрович
Антон Дмитрович Мітерєв (рос. Антон Дмитриевич Митерев; нар. 3 травня 1996, Томськ, Росія) — російський футболіст, центральний захисник «Гвардійця».

## Життєпис
Вихованець футбольного клубу «Том». У сезоні 2013/14 років виступав за молодіжний склад «Томі», зіграв 19 матчів та відзначився одним голом. Дебютував у першості ПФЛ за «Том-2» 31 серпня 2014 року в поєдинку проти новокузнецького «Металурга». У сезонах 2014/15 – 2015/16 зіграв 16 матчів у першості ПФЛ за фарм-клуб томської команди – «Том-2».
Сезон 2016/17 розпочав знову у молодіжному складі «Томі», проте взимку переведений до основного складу команди після того, як через фінансові проблеми клуб покинула велику кількість футболістів. 3 березня 2017 року у матчі проти «Ростова» дебютував у Прем'єр-лізі. 23 червня 2017 року футболіст продовжив контракт із томським клубом на 2 роки. 22 лютого 2018 року стало відомо, що контракт із томським клубом розірвали за взаємною згодою сторін. Але вже через два місяці Антон повернувся до структури «Томі» і був заявлений за молодіжний склад томичів у ЛФЛ.